# Ortel
Ortel är ett berg i Tjeckien.   Det ligger i regionen Liberec, i den norra delen av landet, 70 km norr om huvudstaden Prag. Toppen på Ortel är 554 meter över havet, eller 174 meter över den omgivande terrängen. Bredden vid basen är 4,3 km.
Terrängen runt Ortel är platt åt sydost, men åt nordväst är den kuperad.Runt Ortel är det ganska tätbefolkat, med 93 invånare per kvadratkilometer. Närmaste större samhälle är Česká Lípa, 9,7 km sydväst om Ortel. Omgivningarna runt Ortel är en mosaik av jordbruksmark och naturlig växtlighet.